# Galicea
Galicea je obec v župě Vâlcea v Rumunsku. Žije zde přibližně 3 300 obyvatel. Součástí obce je i osm okolních vesnic.

## Části obce
- Galicea – 725 obyvatel
- Bratia din Deal – 317 obyvatel
- Bratia din Vale – 385 obyvatel
- Cocoru – 476 obyvatel
- Cremenari – 350 obyvatel
- Dealu Mare – 96 obyvatel
- Ostroveni – 216 obyvatel
- Teiu – 350 obyvatel
- Valea Râului – 353 obyvatel